# Barracuda (cocktail)
Pour les articles homonymes, voir Barracuda (homonymie).
Le barracuda est un cocktail alcoolisé composé de rhum ambré, de liqueur Galliano et de Prosecco. C'est un cocktail officiel de l'IBA depuis 2011.

## Histoire
Le cocktail a été inventé à la fin des années 1960 par le génois Benito Cuppari, alors chef barman du navire Michelangelo, lors d'un concours qu'il a remporté à St. Vincent, aux États-Unis.